# Erl (Klinge)

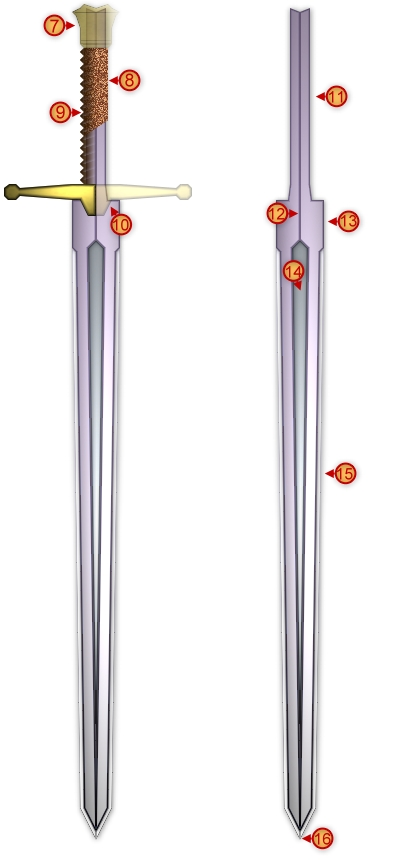
Erl: Nummer 11

Mit den Begriffen Erl (der) oder Angel (die) bezeichnet man die durch das Heft gehende Verlängerung der Klinge der meisten Handwerkzeuge und vieler Blankwaffen.
Bei den Griffteilen von Stangen- und manchen Hieb-, Stich-, Schlag- und Stoßwaffen (u. a. Schwert, Lanze und Speer) sowie bei Geräten mit auswechselbarem Werkzeug wird dagegen der Begriff Schaft verwendet.

## Arten
- Der Flacherl ist sehr stabil gegen Beanspruchungen und ermöglicht eine sichere Befestigung der Griffschalen.
- Der Runderl wird meist bei Messern mit Griffen aus Hirschhorn oder aus Holz verwendet. Der ausgehöhlte Griff wird über den Runderl gesteckt, der Zwischenraum mit Epoxidharz ausgegossen und das Ende verschraubt.
  - Bei Werkzeugen, deren Heft nicht auf Drehung beansprucht wird, wird der Erl nur eingekeilt. Eine antiquierte Technik ist, den Erl durch den Holzgriff zu führen und hinten U-förmig um- und wieder einzuschlagen.
- Insbesondere bei hochwertigen Schnitzeisen ist der Erl mehrkantig, bei Feilen und Raspeln auch dreikantig.
- Als Rattenschwanz-Angel bezeichnet man einen sehr dünnen, runden Erl, der nur verschraubt ist.

## Werkzeuge
Werkzeuge mit Heft sind unter anderem Messer, Löffel, Gabel, Säge, Feile, Raspel, Beitel.

## Waffen
Klingenwaffen und Messer besitzen in der Regel einen Erl.
Bei japanischen Schwertern nennt man den Erl Nakago.
Im englischen Sprachgebrauch "tang" und entsprechend dem Vollerl auch "full tang".